# GSAT-10
GSAT-10 ist ein kommerzieller indischer Kommunikationssatellit der indischen Raumfahrtbehörde ISRO.
Er wurde am  28. September 2012 um 21:18 Uhr UTC mit einer Ariane-5-ECA-Trägerrakete vom Centre Spatial Guyanais in Kourou zusammen mit Astra 2F in eine geostationäre Umlaufbahn gebracht.
Der dreiachsenstabilisierte Satellit ist mit 12 Ku-Band- und 18 C-Band-Transpondern ausgerüstet und soll von der Position 83° Ost aus in Kolokation mit Insat-4A und GSAT-12 den indischen Subkontinent mit Telekommunikationsdienstleistungen versorgen. Dafür trägt der Satellit vier Antennen mit einem Durchmesser von 2,2, 2,2x2,4, 0,7 und 0,9 m Durchmesser. Zusätzlich trägt der Satellit auch das indische System GAGAN zur Unterstützung von GPS im Bereich Indiens. Zu deren Ausstrahlung besitzt der Satellit wie auch schon GSAT-8 ein 0,8 × 0,8 Meter messendes Antennenfeld mit je 16 Elementen. GSAT-10 wurde auf Basis des indischen I-3K-Satellitenbus gebaut und besitzt eine geplante Lebensdauer von 15 Jahren.